# Harika Dronavalli
Harika Dronavalli (telugu ద్రోణవల్లి హారిక; Guntur, 12 gennaio 1991) è una scacchista indiana, grande maestro.

## Carriera
Si è messa in luce ottenendo ottimi risultati in campionati giovanili:
- 2003: 2º posto nel campionato del Commonwealth femminile di Mumbai
- 2004: 2º posto nel campionato asiatico femminile; vince il campionato del mondo femminile under-14 di Heraklio
- 2006: vince il campionato del mondo femminile under-18 di Batumi
- 2008: vince il campionato del mondo juniores femminile di Gaziantep

All'età di tredici anni partecipa alle olimpiadi di Calvià 2004, in terza scacchiera con la squadra indiana femminile, rimanendo imbattuta con nove pareggi in nove partite.
Nel 2007 riceve dal Presidente dell'India l'Arjuna Award, massimo riconoscimento sportivo del paese (comprendente una somma in denaro di 500 000 rupie).
Nel 2009 vince il 36º campionato indiano femminile, con 8,5 su 11.
Ha partecipato al Campionato del mondo femminile del 2010, raggiungendo i quarti di finale, dove è stata eliminata per 1,5-2,5 dalla cinese Ruan Lufei.
Nel 2011 vince il campionato asiatico femminile, disputato a Mashhad.
Ha raggiunto la semifinale del campionato del mondo femminile nel 2012 e nel 2015.
Nel 2016 vince la tappa di Chengdu del Grand Prix FIDE femminile con 7 punti su 11, superando per spareggio tecnico Koneru Humpy.
Tra settembre e ottobre 2021 ottiene l'argento nel Campionato del mondo a squadre in 1ª scacchiera per l'India.
Ha raggiunto il massimo punteggio Elo in ottobre 2014, con 2 528 punti.

## Vita privata
Il 19 agosto 2018 si è sposata con Karteek Chandra, un uomo d'affari originario di Hyderabad.